# Велика Неделя
Велика Неделя (на словенски: Velika Nedelja) е село в Словения, Подравски регион, община Ормож. Според Националната статистическа служба на Република Словения през 2015 г. селото има 272 жители.